# Чи (фамилия)
Чи — китайская фамилия (клан), буквальное значение водоём, пруд. Произношение ближе к «чы» .
- Чи Ю — в китайской мифологии великан-колдун, оспаривавший власть над миром у Небесного владыки Хуан-ди.

## Известные Чи
- Чи Ён Джу — корейский боксёр наилегчайших весовых категорий
- Чи Дон Вон — южнокорейский футболист, нападающий клуба «Аугсбург» и сборной Южной Кореи.
- Чи Ин Джин — южнокорейский боксёр-профессионал, выступающий в полулёгкой (Featherweight) весовой категории.
- Чи Ли (кит. 池莉, р. 1957), уроженка города Сяньтао провинции Хубэй — современная китайская писательница.
- Чи Хаотянь (кит. упр. 迟浩田, пиньинь Chí Hàotián, р. 1929) — военный и политический деятель Китая, министр обороны КНР в 1993—2003.
- Чи Хун Мин— южнокорейский тяжелоатлет, участник Олимпийских игр 2008 и 2012 года в категории до 62 кг.
- Чи Ченг:[править]На странице «Чи Ченг» находится статья.
- Чи Чжуцзэ — святой Римско-Католической Церкви, катехумен, мученик.
- Чи Юн Нам — северокорейский футболист, защитник и полузащитник клуба «25 апреля» и сборной КНДР.